# Филемон (песник)
Филемон (Грчки: Φιλήμων; око 362. пре нове ере – око 262. пре нове ере) био је атински песник и комедиограф. 
Рођен је или у Солију у Киликији или у Сиракузи на Сицилији. Преселио у Атину нешто пре 330. године пре нове ере, када је познато да је писао своја дела.
Осим кратког боравка у Египту код Птолемеја II Филаделфа, живот је провео у Атини. Тамо је и умро, старости скоро сто година, али ненарушеног менталног здравља, око 262. године пре нове ере, према причи, у тренутку када је крунисан на сцени.
Постигао је изузетну популарност, јер је у више наврата побеђивао млађег савременика и ривала Менандара, чија суптилна духовитост је очигледно била мање по укусу Атињана тог времена. Његова статуа је подигнута вековима касније, у 2. веку нове ере. Међутим, касније генерације преферирале су префињен Менандров стил, а данас су од пишчевог опуса опстали само успутнии фрагменти дела. Рукописи његових дела нису пронађени.

## Сачувани наслови и фрагменти
Од његових деведесет седам дела, педесет седам нам је познато по насловима и фрагментима. Две његове драме биле су основа за две латинске адаптације Плаута ( Mercator је адаптиран на основу Emporos-а, а Trinummus на основу дела Thesauros).
- Adelphoi (Brothers)
- Agroikos (The Country-Dweller)
- Agyrtes  (The Beggar-Priest)
- Aitolos (Aetolus)
- Anakalypton  (The Man Who Reveals, or Unveils)
- Ananeoumene (The Renewed Woman)
- Androphonos (The Man-Slayer)
- Apokarteron (The Starving Man)
- Apolis  (One Exiled From the City)
- Arpazomenos (The Captured, or Seized, Man)
- Auletes (The Flute-Player)
- Babylonios (The Babylonian Man)
- Chera (The Widow)
- Ekoikizomenos
- Emporos (The Merchant)
- Encheiridion  (Handbook)
- Epidikazomenos (The Claimant)
- Euripos (Euripus)
- Ephebos (The Adolescent)
- Ephedritai
- Gamos (Marriage)
- Heroes (The Heroes)
- Hypobolimaios (The Changeling)
- Iatros (The Physician)
- Katapseudomenos (The False Accuser)
- Koinonoi (Companions)
- Kolax (The Flatterer)
- Korinthia (The Woman From Corinth)
- Lithoglyphos (The Stone-Carver, or Engraver)
- Metion, or Zomion
- Moichos  (The Adulterer)
- Myrmidones  (The Myrmidons)
- Mystis (Woman Initiated Into The Mysteries)
- Neaira (Neaira)
- Nemomenoi (Those Who Share)
- Nothos (The Bastard)
- Nyx (Night)
- Paides (Children)
- Palamedes (Palamedes)
- Panegyris (The Assembly)
- Pankratiastes
- Pareision (The Gate-Crasher)
- Phasma (The Phantom, or Spectre)
- Philosophoi (Philosophers)
- Pittokopumenos (Pitch-Plastered)
- Pterygion
- Ptoche (The Poor Woman), or Rhodia (The Woman From Rhodes)
- Pyrphoros (The Fire-Bearer)
- Pyrrhos (Pyrrhus)
- Sardios (The Man From Sardis, каткад се приписује и другом писцу)
- Sikelikos (The Sicilian Man, каткад се приписује и другом писцу)
- Stratiotes (The Soldier)
- Synapothneskontes (Men Dying Together)
- Synephebos (Fellow Adolescent)
- Thebaioi (Men From Thebes)
- Thesauros (The Treasure)
- Thyroros (The Door-Keeper)